# Mordellaria serval
Mordellaria serval är en skalbaggsart som först beskrevs av Thomas Say 1835.  Mordellaria serval ingår i släktet Mordellaria och familjen tornbaggar. Inga underarter finns listade i Catalogue of Life.